# Vlag van Noardeast-Fryslân

Vlag van de gemeente Noardeast-Fryslân

De vlag van Noardeast-Fryslân is bij raadsbesluit op 2 september 2021 vastgesteld als de gemeentelijke vlag van Noardeast-Fryslân. Deze gemeente ontstond in 2019 uit een fusie van de gemeenten Dongeradeel, Ferwerderadeel en Kollumerland en Nieuwkruisland. De vlag kan als volg worden beschreven:
Vijf banen blauw, geel, groen, geel, blauw waarvan de hoogten zich verhouden  als 1 : 1 : 6 : 1 : 1, de beide blauwe banen golvend, met in de broeking een gele zespuntige ster ter grootte van 1/3 van de vlaghoogte."

## Eerder ontwerp

Voormalige vlag van de gemeente Noardeast-Fryslân

Op 4 maart 2021 heeft de gemeenteraad een eerder ontwerp van de vlag vastgesteld. Na commotie over de gele ster, die associatie met de davidster opriep, werd besloten om het raadsbesluit van 4 maart te herroepen en een nieuw ontwerp te maken.
De afgekeurde vlag kon als volgt worden beschreven:
Drie banen die zich verhouden tot de hoogte van de vlag als 1 : 1 : 4, blauw – geel – groen, de beide bovenste banen golvend doorsneden, en in de groene baan een gele ster.
Bij het ontwerpen heeft de Hoge Raad van Adel een adviserende rol gehad. De kleuren van de vlag zijn ontleend aan het gemeentewapen. De indeling verwijst naar de ligging aan zee. Het groen duidt op het agrarische karakter van de gemeente. De zespuntige ster is een symbool dat in de drie voormalige gemeenten in gebruik was.

## Afbeeldingen

Wapen van Noardeast-Fryslân

Achtkarspelen · 
Ameland · 
Dantumadeel · 
De Friese Meren · 
Harlingen · 
Heerenveen · 
Leeuwarden · 
Noardeast-Fryslân · 
Ooststellingwerf · 
Opsterland · 
Schiermonnikoog · 
Smallingerland · 
Súdwest-Fryslân · 
Terschelling · 
Tietjerksteradeel · 
Vlieland · 
Waadhoeke · 
Weststellingwerf